# Houstonia humifusa
Houstonia humifusa är en måreväxtart som först beskrevs av Georg George Engelmann och Asa Gray, och fick sitt nu gällande namn av Asa Gray. Houstonia humifusa ingår i släktet Houstonia och familjen måreväxter. Inga underarter finns listade i Catalogue of Life.